# ایس‌برختوم
یسبرچتوم (به هلندی: IJsbrechtum) یک منطقهٔ مسکونی در هلند است که در سودوست-فریسلان واقع شده‌است. یسبرچتوم ۶۹۰ نفر جمعیت دارد.